# أوموكاي ديسو
أوموكاي ديسو (お迎えです。) هي سلسلة مانغا شوجو يابانية من كتابة ورسم ميكا تاناكا نشرت من قبل هاكسينشا، التي أصدرتها في مجلة لالا ما بين 1999 و 2002. نشرت تتمة للمانغا منذ 24 فبراير 2016 في نفس المجلة. تحولت المانغا الأصلية إلى سلسلة دراما يابانية تلفزيونية تقرر بدأ عرضها في أبريل 2016.

## الشخصيات
- مادوكا تسوتسومي
- ساشي آغوما

## المجلدات
- 1 (4 ديسمبر 1999)[2]
- 2 (5 يونيو 2000)[3]
- 3 (2 ماي 2001)[4]
- 4 (5 نوفمبر 2001)[5]
- 5 (2 ماي 2002)[6]

## نقد
أعطى كارلو سانتوس من شبكة أخبار الأنمي المجلد الأول تقييم C.